# Богослов (село)
Богослов е село в Западна България. То се намира в община Кюстендил, област Кюстендил.

## География
Село Богослов се намира в североизточните склонове на планината Осогово, на около 5 km югозападно от гр. Кюстендил.
Купно село с махали: Долна, Уличка (Полянска), Бобишка, Горна и Плео (на 4 км южно от селото).
Климат – умерен, преходно-континентален.
През годините селото принадлежи към следните административно-териториални единици: Община Жиленци (1883 – 1911), община Богослов (1911 – 1934), община Жиленци (1934 – 1943), община Богослов (1943 – 1944), община Кюстендил (1944 – 1958) Община Жиленци (1958 – 1971), община Кюстендил (от 1971 г.). 

## Население
| Година    | 1866 | 1880 | 1900 | 1920 | 1926 | 1934 | 1946 | 1955 | 1965 | 1975 | 1984 | 1992 | 2001 | 2010 |
| Население | 632  | 435  | 632  | 756  | 756  | 825  | 800  | 743  | 655  | 644  | 565  | 543  | 557  | 378  |

Численост и дял на етническите групи според преброяването на населението през 2011 г.:
|                     | Численост | Дял (в %) |
| Общо                | 371       | 100,00    |
| Българи             | 369       | 99,46     |
| Турци               | 0         | 0,00      |
| Цигани              | 0         | 0,00      |
| Други               | 0         | 0,00      |
| Не се самоопределят | 0         | 0,00      |
| Неотговорили        | 2         | 0,53      |

## История
Няма данни за времето на възникване на селото. Археологическите находки – разкрити два антични некропола и останки от антично селище и късноантична крепост, дават основание да се счита, че района е бил населен през античността.
Запазено е предание че в миналото селото било разположено в местността „Грамагье“, но турските власти насила го преместили на сегашното му място, защото там най-често замръзвали водопроводните тръби, с които се водоснабдявал град Кюстендил.
Името на селото се свързва с разпространението на богомилството по времето на цар Петър I (927 – 970).
През време на османското владичество жителите на селото били водари, суйолджии, чешмеджии, както в някои султански фермани се нарича привилегированата рая. Богословчани били задължени да се грижат за водоснабдяването на „касабата“ – Кюстендил – с балканска вода откъм връх Кюнек в планината Осогово, както и да поддържат градските водопроводи и бани. Срещу тия задължения те били освободени от поземлен данък върху имотите си, но не им било позволено да отглеждат в селото свине, за да не се замърсява и осквернява градската вода.
През 1866 г. селото има 46 домакинства и 632 жители.
През 1893 г. селото има 4793 дка гори, 2031 дка ниви, 1586 дка ливади, 10 дка градини, 60 дка лозя и се отглеждат 909 овце, 547 кози, 272 говеда, 134 коня. Основен поминък на селяните са земеделието (лук, картофи), животновъдство и дърводобив. Развиват се домашните занаяти. Има 2 воденици.
През 1897/98 г. е открито училище, през 1904 г. е построена нова училищна сграда. През 1902 г. е построена църквата „Възнесение Господне“.
През 1907 г. е учредено спестовно-кредитно и благотворително дружество „Свети Симеон“, което през 1946 г. се преименува в Кредитно кооперативно сдружение „Осоговец“. През 1925 г. се създава читалище „Възраждане“.
Селото е електрифицирано през 1946 г. През 1955 г. се залесяват 40 дка бял бор и бук в местността „Гробо“.
През 1956 г. е учредено ТКЗС „Бенковски“, което от 1960 г. е включено в състава на ДЗС – Кюстендил, а от 1979 г. – в състава на АПК „Осогово“ – град Кюстендил.
Открити са здравен пункт, целодневна детска градина, магазин, построени са нови стопански и административни сгради.
В началото на XXI век в резултат на промените в страната след 1989 г. и засилената миграция населението намалява. Перспективите за развитие на селото са свързани с развитието на туризма.

## Исторически, културни и природни забележителности
- Късноантична крепост „Дабье“. Разположена е източно от селото, върху конусообразно възвишение, известно с името Дабье. Укреплението има форма на неправилен кръг. По ръба има останки от крепостен зид, граден от ломени камъни и хоросан.
- Църква „Възнесение Господне“ (1902).
- Параклис „Рождество Богородично“. Намира се в местността „Манастира“.
- Параклис „Свети свети Петър и Павел“. Намира се до хижа „Осогово“.
- Архитектурен паметник – възпоменателна чешма на загиналите във войните през 1912 – 1913 г. и 1915 – 1918 г.
- Историческа местност „Грамадите“
- Местност „Трите буки“
- Гигантски секвои в местността „Ючбунар“

## Религии
Село Богослов принадлежи в църковно-административно отношение към Софийска епархия, архиерейско наместничество Кюстендил. Населението изповядва източното православие.

## Обществени институции
- Кметство Богослов.
- Читалище „Възраждане“ – действащо читалище, регистрирано под номер 1489 в Министерство на културата на Република България. Дейности: танцов състав, фолклорна певческа група; кръжок по приложни изкуства, курс по английски език; библиотека – 4000 тома.

## Редовни събития
- Автомобилно рали „Осогово“
- на Спасовден – курбан;
- на Тодоровден – конни надбягвания.

## Личности
- Илия Ангелакович (първа четвърт на ХIХ в. – 1874), възрожденски лекар, брат на Христо Лекарски.
- Христо Лекарски (1786 – 1863), възрожденски аптекар и лекар, родом от с. Богослов. Упражнява медицинска практика в Скопие, а от 40-те години на ХIХ век – в Кюстендил.
- Велин Алайков (1882 – 1922), български революционер, деец на ВМРО.
- Кирил Велинов – командир на партизанския отряд в окръга.
- Милуш Спасов – (неизв.) – народен певец, живял в годините около Освобождението